# 소포니스바 안귀솔라
소포니스바 안귀솔라(Sofonisba Anguissola, 1532년경 ~ 1625년 11월 16일, 다른 이름: Sophonisba Angussola, Sophonisba Anguisciola)는 상대적으로 가난한 귀족 가정 출신의 크레모나 태생의 이탈리아 르네상스 화가이다. 어릴 때 로마로 여행을 갔으며 그곳에서 그녀의 재능을 즉시 알아본 미켈란젤로 부오나로티와 마주치게 된다. 또, 밀라노로 건너가 그곳에서 알바 공작을 그리게 된다.
2017년 8월 4일, 수성의 한 분화구가 그녀의 이름을 따서 지어졌다.